# 楓葉龜
瑪塔蛇頸龜（學名：Chelus fimbriatus，英文：Mata mata），是蛇颈龟科蛇頸龜屬下的其中一種。它是一种大型的水棲龜。成年的瑪塔蛇頸龜背甲可達45厘米，少數個體甚至可以到達50厘米以上，但在人為飼養環境下，多半在30-40厘米之間。背甲通常呈暗黃褐色或棕色，前緣光滑整齊，而後緣圓形並帶鋸齒，乍看就像秋天的楓葉，所以又稱楓葉龜。捕鱼方法是守株待兔。

## 命名
1741年，枯葉龜被法國博物學家Pierre Barrère第一次描述。1783年，枯葉龜被德國博物學家约翰·哥特洛布·施耐德定下學名Testudo fimbriata。隨後的兩個世紀中，它一共改名14次，在1992年才定下現在的學名Chelus fimbriata。

## 特徵

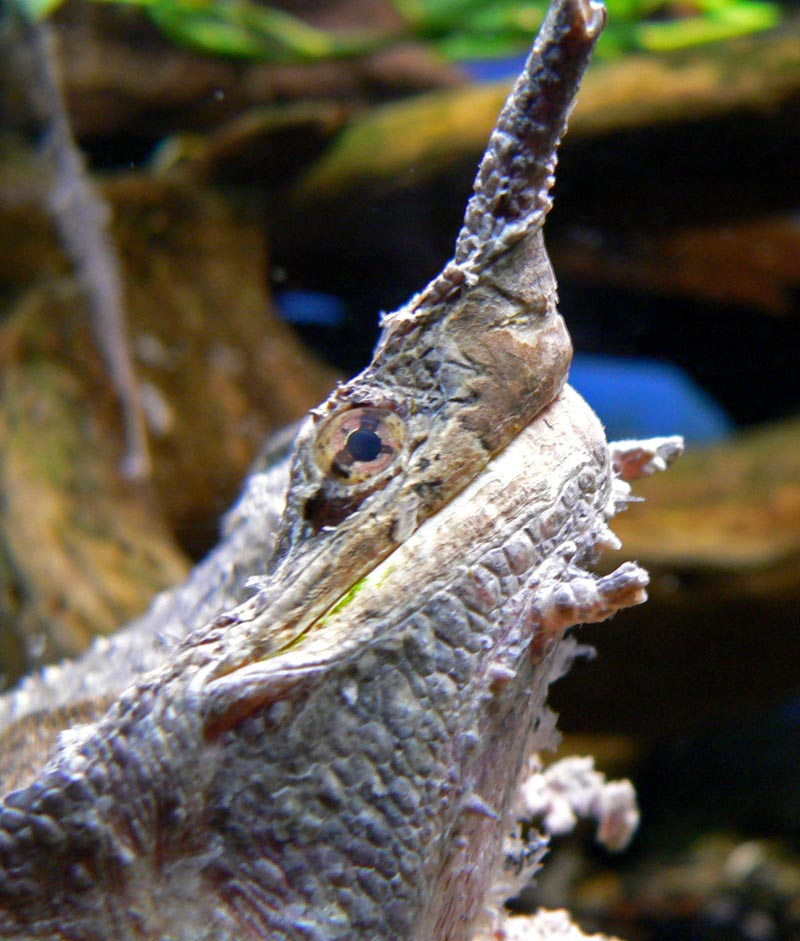
头部

枯葉龜是一種久坐不動的龜，擁有呈三角形的扁平頭，管狀的鼻子上和一個呈角狀的部分。下巴有三條觸鬚和四絲狀觸鬚。
成年枯葉龜背甲最長可以生長至45厘米（18英寸）。而完全成長後體重約為15公斤（33磅）。枯葉龜的腹甲比較小並且呈奶油黃色或棕黃色。
成體枯葉龜的頭部、頸部、尾部和四肢灰褐色。幼龜的底甲多為粉紅色，但在長大後牠們的背甲和腹甲的顏色會逐漸消失，而牠們在成年後的底部邊緣會發紅。
每隻前腳有五個蹼爪。雄性的腹甲會較凹，尾巴亦較長、較厚。

## 棲息地
楓葉龜棲息在流速和緩的黑水溪流、亞馬遜混濁的湖泊。玻利維亞北部、秘魯東部、厄瓜多爾、哥倫比亞東部、委內瑞拉、圭亞那以及巴西中、北部。於2020的基因研究分析顯示亞馬遜的種群與奧利諾科盆地的奧利諾科河種群之間存在著明顯的差異，因此專家們建議將奧利諾科盆地奧利諾科河的種群歸入成獨立的新物種，奧利諾科河蛇頸龜（Chelus orinocensis）又可稱為奧利諾科河楓葉龜，至於亞馬遜的種群繼續保留在瑪塔蛇頸龜（Chelus fimbriata）物種中。
枯葉龜是一種水生龜，喜歡在淺水中將管狀鼻子伸到水面呼吸。

## 行為
枯葉龜殼的外觀像一塊樹皮，其頭部像落葉。因為牠仍然在水中一動不動，使其能夠融入周圍的環境中，直到魚類接近。枯葉龜伸出牠的頭，並打開嘴巴，造成一個低壓真空的環境以吸入接近的獵物。枯葉龜的嘴閉上，水會慢慢噴出，獵物會被整條吞噬。枯葉龜以此方式進食是由於其嘴不能咀嚼。

## 繁殖
雄性會為雌性擴展牠們的四肢，並把頭樸向雌性。情況多在10月至12月的亞馬遜河上游發生。龜蛋會呈球形，長約35毫米（1.4英寸）。
目前已經可以人工繁殖楓葉龜，不過由於楓葉龜並不是人氣很高的水龜再加上繁殖所需空間大因此有意願這麼做的人不多。也因此目前在寵物市場的楓葉龜多為野生個體。

## 飲食
枯葉龜是肉食性的，主要以水生無脊椎動物和魚類為食。

## 人工飼養
枯葉龜很容易就可以在市場中購入。由於其獨特的外觀，因而成為了一種觀賞動物。成長後的體型會變得非常大，不過枯葉龜並不太活躍，因此，牠們不太需要太大的空間。
與所有的水龜一樣，在人工飼養的環境下，水的品質是成功養飼此物種的成功關鍵之一。溫暖、pH值在5.0-5.5之間的酸性水是最好的選擇，建議在水中加入沉木或黑水營造出弱酸性水質，應保持全年使用，亦建議增加過濾設施。另外如果找不到不想花錢買黑水或沉木，也可以考慮使用大葉欖仁木(Terminalia catappa)的枯葉來營造酸性水質。
食物方面，人工飼養下除了水族館常見的朱文錦和泥鰍外，如果能取得其他的小魚也可以餵食(前提是無毒)；另外楓葉龜在人工飼養下可以馴服其吃新鮮的死魚或魚肉，如果不願意花時間照顧活魚的可以嘗試。